# Государственный банк Пакистана
Государственный банк Пакистана (урду بینک دولت پاکستان‎, англ. State Bank of Pakistan) — центральный банк Пакистана.

## История
В период Британской Индии функции центрального банка на территории нынешнего Пакистана осуществлял Резервный банк Индии. Индийская рупия до 1 июля 1948 года являлась законным платёжным средством в Пакистане. С обретением независимости в 1947 году Правительство Пакистана приняло решение о создании собственного финансового регулятора, который должен был осуществить переход страны на новую валюту и содействовать созданию банковской системы. Для этого 12 мая 1948 года был принят Закон о Государственном банке Пакистана, а 1 июля 1948 года руководитель государства Мухаммад Али Джинна объявил о начале работы центрального банка. С момента открытия банк начал выпуск пакистанской рупии. Купюры пакистанской рупии до ноября 1949 года (а монеты до июля 1951 года) имели равноценное хождение с индийской рупией.
При учреждении банк представлял собой смешанную собственность: 51 % уставного капитала принадлежал федеральному правительству, а оставшаяся часть — частному капиталу. Уставный капитал банка составлял 30 млн рупий и был разделён на 300 тысяч полностью оплаченных акций с номинальной стоимостью 1 тысяча рупий за акцию. 1 января 1974 года центральный банк был национализирован: его акции были выкуплены у частных акционеров федеральным правительством.
В 1956 году в Закон о Государственном банке были внесены изменения и с тех пор закон содержит сегодняшние основы деятельности Государственного банка.

## Структура
Центральный офис, или директорат Государственного банка, находится в Карачи. Банк имеет право создавать и открывать свои филиалы, офисы и агентства на территории Пакистана или, с предварительного разрешения федерального правительства, за пределами Пакистана. Государственный банк имеет восемь офисов, действующих под общим руководством и контролем центрального директората. В тех регионах и городах, где Государственный банк не располагает собственными офисами, он назначает Национальный банк Пакистана выступать в качестве агента для выполнения своих функций.
Свою деятельность Государственный банк осуществляет по образцу Банка Англии непосредственно через два отдельных подразделения: департамента эмиссии и департамента банковской деятельности. Соответственно департамент эмиссии занимается вопросами выпуска в обращение денежных знаков, в то время как департамент банковской деятельности осуществляет общий контроль за деятельностью банков.

### Центральный совет директоров
Общий контроль и управление делами и деятельностью банка осуществляет Центральный совет директоров, который состоит из управляющего, одного или нескольких заместителей управляющего и семи директоров, назначаемых федеральным правительством. Директорами не могут быть члены федерального или провинциального органа законодательной власти, чиновники правительства, директора, сотрудники или служащие какого-либо банка. Директора занимают свои должности только с согласия федерального правительства. Заседания Центрального совета директоров проводятся по крайней мере, шесть раз в год, но не менее одного раза в квартал.
Исполнительные функции по руководству Государственным банком Пакистана осуществляет управляющий. От имени Центрального совета директоров он контролирует и управляет делами банка. В его полномочия входит полное руководство и осуществление контроля за текущей деятельностью банка. При этом он вправе осуществлять полномочия, которые прямо не указаны в Законе о Государственном банке или иных нормативных актах, изданных во исполнение закона, и которые осуществляются Центральным советом директоров. Управляющий назначается на срок не более 5 лет федеральным правительством, которое определяет условия и размер его жалования. Этот срок, однако, может быть продлен на 5 лет по решению федерального правительства. После своего назначения размер жалования управляющего и условия его работы не могут быть пересмотрены в худшую сторону.
Управляющий председательствует на всех заседаниях Центрального совета директоров. При осуществлении управляющим своих функций ему помогают один или несколько заместителей, которые также назначаются федеральным правительством на срок не более 5 лет. Условия их работы также не могут быть ухудшены после их назначения. В отсутствие управляющего его заместитель обладает теми же полномочиями, что и управляющий, включая председательствование на заседаниях Центрального совета директоров. В случае, когда число заместителей управляющего более одного, полномочия управляющего (при отсутствии последнего) передаются самому старшему по возрасту заместителю.
При необходимости федеральное правительство может потребовать от управляющего или любого его заместителя занять другую должность. В этом случае управляющий или его заместитель получает разрешение на освобождение от выполнения своих функций. Период такого освобождения не учитывается при определении срока занятия управляющим или его заместителем своих должностей. В дополнение к ограничениям, распространяющимся на лиц, которые не могут занимать должность директора Центрального совета директоров, управляющим и заместителем управляющего также не могут быть лица, получающие заработную плату в коммерческих организациях, а также лица, являющиеся акционерами в каком-либо банке или финансовом концерне.

### Координационный совет
Число высших должностных лиц Государственного банка увеличилось в 1965 году, когда был создан координационный совет банка. Появление нового исполнительного органа банка во многом было вызвано необходимостью улучшить координацию в работе банка, поскольку в его организационной структуре отсутствовало среднее звено, которое могло бы одновременно контролировать выполнение решений Центрального совета директоров и управляющего и представлять высшим должностным лицам банка свои рекомендации по вопросам его политики и текущей деятельности. Таким образом, координационный совет стал одним из высших органов банка, определяющим его политику на исполнительном уровне. Координационный совет состоит из заместителя управляющего, действующего как председатель совета, и исполнительных директоров, которые по своему статусу приравнены к заместителям управляющего банка. В силу специфики своих задач заседания координационного совета проводятся намного чаще, чем заседания Центрального совета директоров.

### Список управляющих
- Захид Хусейн, 10 июня 1948 — 19 июля 1953
- Абдул Кадир, 20 июля 1953 — 19 июля 1960
- С. А. Хасни, 20 июля 1960 — 19 июля 1967
- Рашид Махбубур, 20 июля 1967 — 1 июля 1971
- С. У. Дуррани, 1 июля 1971 — 22 декабря 1971
- Гулам Исхак Хан, 22 декабря 1971 — 30 ноября 1975
- С. Осман Али, 1 декабря 1975 — 1 июля 1978
- A. Г. Н. Кази, 15 июля 1978 — 9 июля 1986
- В. А. Джафар, 10 июля 1986 — 16 августа 1988
- И. А. Ханфи, 17 августа 1988 — 2 сентября 1989
- Кассим Парех, 5 сентября 1989 — 30 августа 1990
- И. А. Ханфи, 1 сентября 1990 — 30 июня 1993
- Мухаммад Якуб, 25 июля 1993 — 5 ноября 1999
- Ишрат Хусейн, 2 декабря 1999 — 1 декабря 2005
- Шамхад Ахтар, 2 января 2006 — 1 января 2009
- Салим Саид Раза, 2 января 2009 — 2 июня 2010
- Шахид Хафиз Кардар, 9 сентября 2010 — 18 июля 2011
- Ясин Анвар, 20 октября 2011 — 31 января 2014[9]
- Ашраф Махмуд Ватра, 29 апреля 2014 — 28 апреля 2017
- Tariq Bajwa, 7 июля 2017 — 3 мая 2019
- Reza Baqir, с 4 мая 2019